# Доня-Лиеска
Доня-Лиеска (серб. Доња Лијеска / Donja Lijeska) — село в общине Вишеград Республики Сербской Боснии и Герцеговины. Население составляет 53 человека по переписи 2013 года.